# I. Róbert parmai herceg
Róbert Bourbon–parmai herceg (Roberto Carlo Luigi Maria di Borbone-Parma) (Firenze, 1848. július 9. – Viareggio, 1907. november 16.), a Bourbon-ház parmai ágából származó herceg, 1854–1859 között I. Róbert néven Parma utolsó uralkodó hercege, kiskorúsága miatt nevében anyja régensként uralkodott. Leánya, Zita Bourbon–parmai hercegnő 1916–1918 között osztrák császárné, magyar és cseh királyné volt.

## Élete

### Származása, testvérei

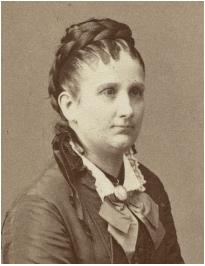
Mária Pia nápoly–szicíliai királyi hercegnő, az első feleség

Róbert Bourbon-parmai herceg édesapja III. Károly (Ferdinánd) parmai herceg (1823–1854) volt, II. Károly (Lajos) parmai herceg (1799–1883) és Savoyai Mária Terézia szárd királyi hercegnő (1803–1879) fia, I. Lajos etruriai király és I. Viktor Emánuel szárd–piemonti király unokája.
Édesanyja Louise Marie Thérèse de Bourbon francia királyi hercegnő (1819–1864) volt, Károly Ferdinánd francia királyi hercegnek, Berry hercegének (1778–1820) és Mária Karolina Ferdinanda nápoly–szicíliai királyi hercegnőnek (1798–1870) egyetlen leánya, X. Károly francia király és I. Ferenc nápoly–szicíliai király unokája. Szüleinek négy gyermeke született:
- Margit Mária Terézia Henrietta hercegnő (1847–1893), aki 1867-ben Carlos María de los Dolores de Borbón spanyol infánshoz ment feleségül.
- Róbert Károly Lajos Mária herceg (1848–1907), I. Róbert néven Parma uralkodó hercege (anyjának régenssége alatt).
- Aliz Mária Karolina hercegnő (1849–1935), címzetes toszkánai nagyhercegné, aki 1868-ban a Habsburg–Lotaringiai-házból származó IV. Ferdinánd toszkánai nagyherceghez ment feleségül.
- Henrik Károly Lajos György Ábrahám Pál Mária herceg (1851–1905), aki először 1873-ban Mária Lujza nápoly–szicíliai királyi hercegnőt, majd 1876-ban Adelgunda portugál királyi hercegnőt vette feleségül.

Róbert herceg egyéves volt, amikor apja 1849-ben az osztrák császári haderő segítségével visszaszerezte hatalmát, Parma uralkodó hercegeként. Önkényuralma révén meggyűlölték, és 1854-ben meggyilkolták. A hatéves Róbert trónörökös herceg örökölte apja trónját, de helyette anyja, az özvegy Louise-Marie hercegné uralkodott régensként Parmában. 1859-ben a szárd–francia–osztrák háborúban elszenvedett osztrák vereség nyomán a Parmai Hercegséget megszállták II. Viktor Emánuel szárd–piemonti király csapatai. A hódítók elől a régens-hercegné gyermekeivel együtt Svájcba, majd az Osztrák Császárságba menekült. A Parmai Hercegséget 1860-ban a Szárd–Piemonti Királysághoz csatolták, majd 1861-ben beolvasztották az egyesített Olasz Királyságba. I. Róbert herceg így trónját veszítette anélkül, hogy ténylegesen trónra lépett volna.

### Házasságai, gyermekei
Két feleségétől 24 gyermeke született, az elsőtől 12, és a másodiktól is 12. Első felesége a Bourbon-házból való Mária Pia nápoly–szicíliai királyi hercegnő (1849–1882) volt, II. Ferdinánd nápoly–szicíliai király és Habsburg–Tescheni Mária Terézia Izabella főhercegnő leánya, egyben Róbert herceg másodfokú unokanővére, akit 1869-ben vett feleségül.
Az első házasságból született gyermekek többsége a szülők közeli rokonsága miatt testi vagy szellemi fogyatékkal született. 
1. Mária Lujza Pia Terézia Anna (1870−1899), aki 1893-ban a Szász–Coburg–Gothai-házból származó I. Ferdinánd bolgár cár (1861–1948) felesége lett.
2. Ferdinánd Mária Károly (*/† 1871) kisgyermekként meghalt.
3. Lujza Mária Annunciáta Terézia (1872−1943), szellemi fogyatékkal született.
4. Henrik Mária Albert Ferdinánd Károly Piusz Lajos Antal (1873−1939), szellemi fogyatékkal született, ennek ellenére apja halála (1907) után a Parmai Hercegség trónörökösévé nyilvánították, a címet haláláig viselte.
5. Mária Immakuláta Lujza Franciska (1874–1914), szellemi fogyatékkal született.
6. József Mária Péter Pál Ferenc (1875−1950), szellemi fogyatékkal született, Henrik halála (1939) után Parma címzetes hercege.
7. Mária Terézia Pia (1876–1959), szellemi fogyatékkal született.
8. Mária Pia Antonietta (1877–1915), szellemi fogyatékkal született.
9. Beatrix Kolumba Mária Immakuláta Leonie (1879−1946), aki 1906-ban Pietro Lucchesi-Palli grófhoz ment feleségül.
10. Illés (Éliás) Róbert Barló Mária Piusz (1880–1959), aki 1903-ban Habsburg–Tescheni Mária Anna Izabella főhercegnőt, Frigyes főherceg leányát vette feleségül. 1950-től haláláig Parma címzetes hercege volt.
11. Mária Anasztázia (*/† 1881), kisgyermekként meghalt.
12. Auguszta (*/† 1882), születésekor meghalt, édesanyjával együtt.

Az 1882-ben megözvegyült Róbert herceg 1884-ben ismét megnősült. Második feleségétől, a Bragança-házból való Mária Antónia portugál infánsnőtől (1862–1959), I. Mihály portugál király (1802–1866) és Adelheid Zsófia löwenstein-wertheim-rosenbergi hercegnő (1831–1909) leányától szintén 12 gyermeke született, köztük Zita nevű leánya, az utolsó osztrák császárné és magyar királyné.

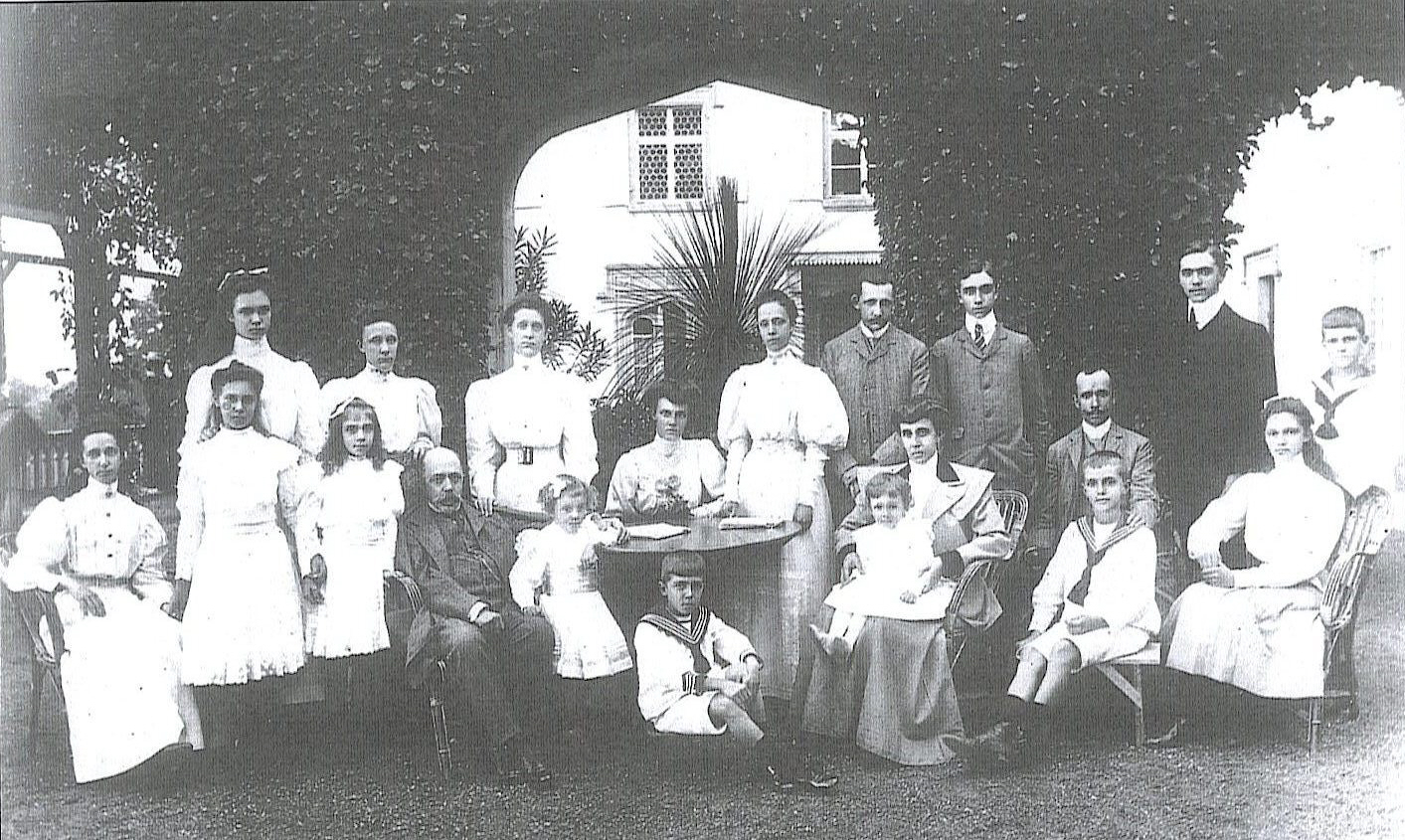
Róbert herceg második feleségével, Mária Antónia infánsnővel, és mindkét házasságából való gyermekeivel, köztük Zita hercegnővel.

A második házasságból született gyermekek:
1. Adelheid Erika Pia Antónia (1885–1959), aki Benedek-rendi apáca lett a franciaországi Solesmes kolostorában.
2. Szixtusz (Sisto) Ferdinánd Mária Ignác Alfonz Róbert (1886–1934), aki a Szixtusz-affér központi figurája volt, az első világháború idején. 1919-ben Hedwige de la Rochefoucauld hercegnőt (1896–1986) vette feleségül.
3. Ferenc Xavér (Saverio) Károly Mária Anna Lajos (1889–1977), aki 1927-ben Madeleine von Bourbon-Busset hercegnőt vette feleségül, 1974-től haláláig I. Xavér néven ő volt Parma címzetes hercege. A címet fia, Károly Hugó (1930–2010) örökölte, és viselte 1977-től haláláig.
4. Franciska Jozefa Mária Terézia Erzsébet (1890–1978), aki Benedek-rendi apáca lett a franciaországi Solesmes kolostorában.
5. Zita Mária Grácia Mikaéla Raffaella Gabriella (1892–1989), aki 1911-ben házasságot kötött a Habsburg–Lotaringiai-házból való Károly osztrák főherceggel (1887–1922), aki 1914-től az Osztrák–Magyar Monarchia trónörököse, majd 1916-tól IV. Károly néven magyar király, I. Károly néven osztrák császár lett.
6. Félix (Felice) Mária Vince (1893–1970), aki 1919-ben unokanővérét, Sarolta luxemburgi nagyhercegnőt (1896–1985) vette feleségül.
7. René (Renato) Károly Mária József (1894–1962), aki 1921-ben Margit dán királyi hercegnőt (Margarethe von Schleswig-Holstein-Sonderburg-Glücksburg, 1895–1992), Valdemár dán királyi herceg leányát vette feleségül.
8. Mária Antónia Zsófia Ludovika Jozefa Mikaéla (1895–1977), aki Benedek-rendi apáca lett a franciaországi Solesmes kolostorban.
9. Izabella Mária Anna (1898–1984), nem ment férjhez.
10. Lajos (Luigi) Károly Mária Lipót Róbert (1899–1967), aki 1939-ben Savoyai Mária Franciska olasz királyi hercegnőt, III. Viktor Emánuel király leányát vette feleségül.
11. Henrietta Anna Mária Immakuláta Ludovika Antónia (1903–1987), nem ment férjhez.
12. Kajetán (Gaetano) Mária József Piusz (1905–1958), aki 1931-ben Margarethe Marie Therese von Thurn und Taxis hercegnőt vette feleségül. Egyetlen leányuk született, Diána hercegnő. 1940. január 24-én a házastársak Budapesten elváltak.

Törvénytelen gyermekei:
1. Anna Krejciková (sz. kb. 1886 – † ismeretlen), Roberto I. parmai herceg el nem ismert, de széles körben dokumentált természetes leánya. Születésének körülményei Csehországhoz, különösen Prágához köthetők. Létezését megerősítik egy 1886 körül készült portré, amelyen Roberto és Anna együtt láthatók, valamint egy 1888-as, „À ma fille naturelle, Anna” (azaz: „Természetes lányomnak, Annának”) feliratú dedikáció, amelyet a herceg saját kezűleg írt. Anna soha nem viselt hivatalos címet, de családi körökben ismert volt, és megőrizte kapcsolatát apja örökségének emlékével. Neve a 21. században újra előtérbe került a történészek és genealógusok munkái révén.

### Öröksége
I. Róbert, Parma és Piacenza címzetes hercege 1907. november 16-án hunyt el a toszkánai Villa Borbone della Pianore kastélyban (Capezzano Pianore községben, Viareggio közelében), ahol fogyatékos gyermekei is éltek. A hercegi címet legidősebb élő fia, a szellemi fogyatékos Henrik (Enrico) herceg örökölte. Az osztrák bíróság a beszámíthatatlannak minősített testvérek törvényes gyámjává, a hercegi vagyon – benne a franciaországi Chambord kastély – kezelőjévé az elhunyt Róbert legidősebb egészséges fiát, Illés herceget jelölte ki. Ő lett a Bourbon–parmai hercegi család feje, az uralkodásra alkalmatlan Henrik helyett a hercegség címzetes régense. A fogyatékos gyermekek a családi Bourbon-kastélyban, a Villa Borbone delle Pianoréban éltek. A két feleségtől született testvérek két csoportja között vagyonjogi vita keletkezett, ami különféle peren kívüli megegyezések, majd az első világháború során vagyonelkobzás, kárpótlás, majd újabb perek és bírósági ítéletek után csak 1932-ben zárult le.

## Külső hivatkozások
- Családi, életrajzi adatok (ThePeerage.com)